# Sjöhästar
Sjöhästar (Hippocampus) är ett släkte av fiskar som tillhör familjen kantnålsfiskar.
Sjöhästar är små fiskar, cirka 10–35 cm långa, som långsamt simmar upprättstående genom vågformiga rörelser med ryggfenan och bröstfenorna och som har ett hästliknande huvud och långsmal kropp. Kroppen är klädd med ringar av bensköldar och de kan ha olika slags horn och taggar. Gripsvansen används till att hålla i sig i någon tångruska eller sjögräs för att djuret inte ska svepas med av strömmarna. Det finns sjöhästar i lysande starka färger och andra som har mer kamouflerande färger.
Sjöhästar använder sin smala snabelliknande mun som en pipett, och suger i sig smådjur som plankton och små kräftdjur.
Hos sjöhästar är det hanen som föder upp ynglen. Hanen har en ficka på magen där honan lägger sina ägg och som hanen sedan befruktar. Det finns en art av sjöhäst där individerna är monogama.
Det finns över 40 arter av sjöhäst. Flertalet förekommer i tropiska hav men två arter, långnosad sjöhäst och kortnosad sjöhäst, förekommer i europeiska vatten.

## Arter i alfabetisk ordning[1][2]
- Hippocampus abdominalis
- Hippocampus alatus
- Hippocampus algiricus
- Hippocampus barbouri
- Hippocampus bargibanti
- Hippocampus biocellatus
- Hippocampus borboniensis
- Hippocampus breviceps
- Hippocampus camelopardalis
- Hippocampus capensis
- Hippocampus colemani
- Hippocampus comes
- Hippocampus coronatus
- Hippocampus curvicuspis
- Hippocampus debelius
- Hippocampus denise
- Hippocampus erectus
- Hippocampus fisheri
- Hippocampus fuscus
- Hippocampus grandiceps
- långnosad sjöhäst (Hippocampus guttulatus)
- Hippocampus hendriki
- kortnosad sjöhäst (Hippocampus hippocampus)
- Hippocampus histrix
- Hippocampus ingens
- Hippocampus jayakari
- Hippocampus jugumus
- Hippocampus kelloggi
- Hippocampus kuda
- Hippocampus lichtensteinii
- Hippocampus minotaur
- Hippocampus mohnikei
- Hippocampus montebelloensis
- Hippocampus multispinus
- Hippocampus paradoxus
- Hippocampus patagonicus
- Hippocampus pontohi
- Hippocampus procerus
- Hippocampus pusillus
- Hippocampus queenslandicus
- Hippocampus reidi
- Hippocampus satomiae
- Hippocampus semispinosus
- Hippocampus severnsi
- Hippocampus sindonis
- Hippocampus spinosissimus
- Hippocampus subelongatus
- Hippocampus trimaculatus
- Hippocampus tyro
- Hippocampus waleananus
- Hippocampus whitei
- Hippocampus zebra
- Hippocampus zosterae